# Nacho Vidal
Nacho Vidal (ur. 30 grudnia 1973 w Mataró) – hiszpański aktor, reżyser, producent, scenarzysta, montażysta i operator kamery filmów pornograficznych, który zbudował reputację jako „kataloński Rocco Siffredi”.
Jego pseudonim, Nacho, jest powszechnym przezwiskiem dla Ignacio.

## Wczesne lata
Urodził się w Mataró w zamożnej rodzinie w prowincji Barcelony jako najmłodszy z pięciorga dzieci Inmaculady González i Enrique Jordy Brassé’a. Jego ojciec, z zawodu inżynier przemysłowy, prowadził ważną firmę tekstylną z siedzibą w walenckim mieście Enguera, gdzie spędził część swojego dzieciństwa i młodości po przybyciu z Katalonii.
Kiedy miał 8 lat, wraz z rodziną przeniósł się do Enguera, we wspólnocie autonomicznej Walencja, w prowincji Walencji, rodzinnym mieście jego ojca, ówczesnego właściciela firmy tekstylnej. Tu spędził swoje dzieciństwo. Jego rodzina była zamożna, ale skończyło się utratą wszystkich pieniędzy w 1987 roku podczas krachu na giełdzie. Ze względu na kryzys naftowy przechodził trudne dzieciństwo.
W wieku 14 lat porzucił szkołę i aby pomóc rodzinie, podjął pracę jako bramkarz, roznosiciel pizzy i przewoźnik. Chociaż chodził do szkół z internatem i innych prywatnych, nie zdobył nawet podstawowego wykształcenie ogólnego. Jako kelner zarabiał tygodniowo 50 tys. peset. W okresie dojrzewania sięgał po narkotyki. Jako młody nastolatek grał w zespole punkowym. Był również bokserem. Następnie przez 18 miesięcy służył w Hiszpańskiej Legii Cudzoziemskiej w Melilli.

## Kariera w branży porno

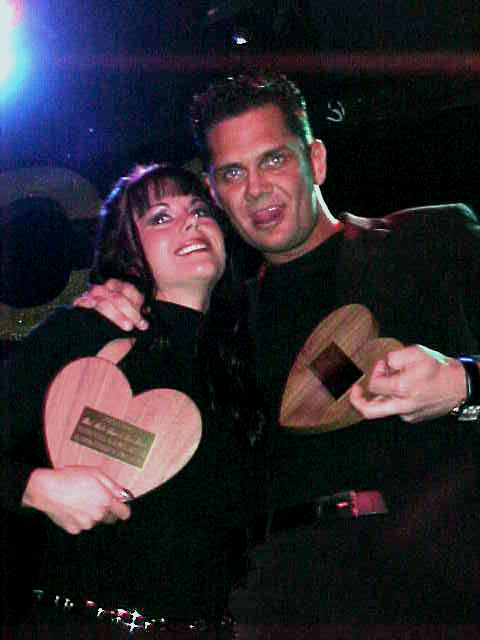
Nacho Vidal i Jewel De'Nyle podczas gali XRCO Award (2001)

W 1994, w wieku dwudziestu jeden lat, rozpoczął pracę u Juani de Lucíi w klubie porno „na żywo” Sala de Fiestas Bagdad w Barcelonie, gdzie występował w aktach seksualnych przed publicznością ze swoją ówczesną dziewczyną, Sarą Bernat. W 1997 spotkał się tam z dyrektorem Międzynarodowego Festiwalu Filmów Erotycznych José Maríą Ponce, który wprowadził go w świat kinematografii porno.
Debiutował przed kamerami jako Jess w filmie Ángela Mory Aragóna Gorex: The Zombi Horror Picture Show (1997). Wystąpił w komedii Poli: El potro se desboca (1997) w roli menadżera boksera Poli Díaza. Riccardo Billi i Luca Damiano zaangażowali go do roli żołnierza rzymskiego w hiszpańsko-włoskiej koprodukcji współczesnego porno International Film Group (IFG) Salomé (1997), pastiszu tragedii Oscara Wilde’a Salome.
W 1998 wraz ze swoim mentorem producentem i reżyserem Rocco Siffredim wyjechał do Hollywood, gdzie rozpoczął światową karierę. Za swojego nauczyciela uważał także Roberta Malone.
W 2002 został uhonorowany nagrodą Ninfa w kategorii „Najlepszy aktor publiczności”, a za postać Mefista w pornograficznej wersji dramatu Goethego Faust – Private Black Label 26: Faust Power of Sex (2000) w reżyserii José Maríi Ponce był nominowany do nagrody Ninfa w kategorii „Najlepszy aktor hiszpański”. Film ten otrzymał także nagrodę Ninfa w kategorii „Najlepszy hiszpański film”.
20 grudnia 2008 znalazł się na drugim miejscu w rankingu „Top5 najbardziej atrakcyjnych aktorów porno” wg hiszpańskiego portalu Nosotras. W 2009 na festiwalu filmów erotycznych w Cannes zdobył Hot d’Or w kategorii „Najlepszy europejski aktor”. Choć określał samego siebie jako osobę heteroseksualną, wyreżyserował kilka filmów porno dla gejów, w tym Evil Angel Ass Destroyers (2007), KinkMen Dark Tales from Europe: The Cage (2012) z Francesco D’Macho i Dark Tales From Europe: Fight Club (2012) z Damienem Crosse.
W 2013 był gościem honorowym pierwszej edycji salonu erotycznego w Walencji. W parodii porno Spartacus MMXII: The Beginning (2012) został obsadzony w roli Legata, a w pastiszu porno Gwiezdnych wojen – Star Wars - Underworld - A XXX Parody (2016) zagrał postać Nasha Thrackena. W 2016 był nominowany do nagrody Ninfa jako najlepszy aktor i reżyser roku. Był dwukrotnie nominowany do AVN Award w kategorii najlepszy aktor – jako czarny charakter Sandor Kalimdor w westernie Outland 1: Beyond the Far West (2015) i sequelu Outland II: Looking for Freedom (2016), a także dwukrotnie zdobył nominację do AVN Award w kategorii najlepszy aktor drugoplanowy; za postać profesora Skywalkera w filmie sensacyjno–przygodowym Monarch: Agents of Seduction (2015) i za rolę zbankrutowanego inwestora w filmie sensacyjno–kryminalnym Fly Girls: Final Payload (2017). W 2019 otrzymał cztery nominację do XBiz Europa Award w kategoriach: najlepszy aktor drugoplanowy za rolę uchylającego się od prawa Eliego w porno westernie Digital Playground Rawhide (2017), wykonawca roku, najlepsza scena seksu w filmie fabularnym w sensacyjnym dramacie fantasy Nevermore (2018) z Alyssą Divine i Dannym D oraz najlepsza scena seksu w produkcji gonzo w Nacho’s Penetrating Interviews (2018) z Selvaggią.
W 2020 prezentował swoje filmy w społecznościowej sieci OnlyFans, zdobywając dużą liczbę subskrybentów.

## Obecność w kulturze masowej
W 2000 przez rok uczęszczał do szkoły aktorskiej Escuela de interpretación Manuel y Yo w Barcelonie. Występował z grupą teatralną La Fura del Baus. Grał w filmach kinowych, w tym w dreszczowcu Niecierpliwy alchemik (El Alquimista impaciente, 2002) jako mafioso Vasili, komediodramacie Joaquína Oristrella Nikt nie jest doskonały (Va a ser que nadie es perfecto, 2006) jako Segurata z Santim Millánem, komedii Straszny hiszpański film (Spanish Movie, 2009), El Gancho (2012) jako El Tigre oraz komedii kryminalnej Carlosa Theróna Nieustraszony (Impávido, 2012) jako Mikima / Padre Mikima.
Brał udział w filmie dokumentalnym Vicente Péreza Herrero La piel vendida (2004). Występował na telewizyjnym ekranie, m.in. w jednym z odcinków serialu Majoria absoluta (2003), Paco i jego ludzie (Los hombres de Paco, 2005), Los simuladores (2006), sensacyjnym filmie krótkometrażowym Extremo (2006) z Óscarem Jaenadą i reality show Survivor (2015).  
W 2011 wypuścił na rynek własną linię perfum 25 Twenty Five z flakonem w kształcie i wymiarach swojego penisa, a w 2016 – fajkę wodną w kształcie męskich genitaliów, wykonaną z ceramiki w kolorze czarnym.
W 2013 uczestniczył w warsztatach interpretacji z Ricardo Jordánem w Monólogo Club de la Comedia. Zadebiutował na profesjonalnej scenie Teatro Alameda w Maladze jako telewizyjny aktor Mariano Rivas w komedii Diany Raznovich Jesienny ogród (Jardín de otoño, reż. Norberto Rizzo; premiera: 10 grudnia 2015).
W grudniu 2016 i styczniu 2017 na scenie Sala Cabanyes de Mataró (Barcelona) wziął udział w widowisku Pasterze z Mataró (Los Pastorets de Mataró), zorganizowanym przez sekcję teatralną katolickiego centrum parafii Santa María de Mataró.
Wspomagał fundację Fundación Invulnerables, która działa na rzecz na ubóstwo i wykluczenia społecznego dzieci i młodzieży, a także brał udział w rozmowach wideo na różne tematy, takie jak miłość, Kościół czy transseksualność córki.
We wrześniu 2018 opublikowano książkę Mi nombre es Violeta (Mam na imię Violeta, wyd. Planeta), której autorką jest Santi Anaya, inspirowaną prawdziwym życiem Violety, jego najmłodszej córki. Powstał też film dokumentalny Me llamo Violeta, uhonorowany nagrodą publiczności na Międzynarodowym Festiwalu Filmów Dokumentalnych DocsBarcelona, nominowany na Międzynarodowym Festiwalu Filmowym w San Sebastián i prezentowany na El Festival de Cine de Málaga 2019.
W 2020 rozpoczęto zdjęcia do serialu Bambu Producciones Nacho Vidal, przemysł XXXL (Nacho Vidal, una industria XXXL), emitowanego na platformie Starz, gdzie tytułową rolę Nacho Vidala zagrał Martiño Rivas.

## Muzyczne przedsięwzięcia
W 2008 Nacho Vidal rozpoczął trasę koncertową jako DJ w „Club Canalla”, a następnie zaistniał jako didżej w Tito’s Mallorca International Club w Palmie na Majorce, Imperia Drink w Altorricón, El Bribón de la Habana w Almeríi w Roquetas de Mar, Electrosonic Festival w Burgos, nocnym klubie „Chic de Luxe” w Roses, Parku Rozrywki w Saragossie i klubie „Búccaro” w Blanes. 4 maja 2009 wydał album house Nacho Vidal & Javier Gonzalez In Session. W 2010 grał podczas Electrobeach Festival w klubie nocnym KU Discoteca w Benidormie.
W teledysku do piosenki Miguela Bosé „Down with Love” (Precz z miłością, 2005) z Katsumi pod wodą w basenie tańczy nago. Wystąpił w wideoklipach: Flavio Rodrígueza – „Pornstar” (2007), zespołu Fragment Four – „Love Won’t Leave Me Alone” (2007), La China – „En el aszensor” (2007), Rebeki Brown do utworu „Big Bad Bitch” (2011) i grupy Yonkilove – „Por momentos” (2015).
W 2019 formacja KillaBeatMakera wspólnie z Chrizzem Samzem nagrali singiel „Nacho Vidal (Cipriani Edit)”, gdzie zarejestrowana jest rozmowa z telefonu komórkowego Nacho Vidala z Cristianem Cipriani.

## Udział w wyścigach samochodowych
W 2020 rozpoczął treningi z zamiarem startu w Rajdzie Dakar 2021 na buggy SSV10. Na początku marca w Maroku w towarzystwie innych pilotów przeprowadził serię testów, potwierdzając, że jego celem jest spełnienie marzenia o wystartowaniu w Rajdzie Dakar.

## Problemy z prawem
W 2004 w dziwnych okolicznościach on i czterech innych zagranicznych aktorów biorących udział w Pierwszym Meksykańskim Festiwalu Erotycznym zostali zatrzymani jako nielegalni imigranci, ukarani grzywną w wysokości 46 tys. peso i nakazano im „dobrowolne opuszczenie kraju”. Władze meksykańskie nie przedstawiły żadnego przekonującego wyjaśnienia tej decyzji.
16 października 2012, Vidal i jego siostra María José Jordá González zostali aresztowani w Barcelonie, jako podejrzani o udział w praniu brudnych pieniędzy w wytwórni filmowej Nacho Vidal Productions i oszustwach podatkowych z chińską przestępczością zorganizowaną. Chociaż hiszpańscy prokuratorzy starali się trzymać Vidala w więzieniu podczas śledztwa i późniejszego procesu, 19 października 2012 tzw. sędzia narodowy Fernando Andreu zarządził dla niego wolność bez kaucji. Vidal utrzymuje, że jest niewinny.
29 maja 2020 policja odkryła, że Vidal zajmuje się organizowaniem „leczniczych” rytuałów z wykorzystaniem trującego jadu ropuchy koloradzkiej (5-Metoksy-N,N-dimetylotryptamina). Jad ten zawiera substancję psychoaktywną – bufoteninę, znaną od wieków przez mieszkańców Meksyku i okolic. 4 czerwca 2020 Vidal został aresztowany pod zarzutem zabójstwa w związku ze śmiercią fotografa mody José Luisa Abada (zm. 28 lipca 2019 w Enguera na atak serca w wieku 49 lat), współpracującego z takimi magazynami jak „Vogue” czy „Urban”. Powodem zgonu była trucizna północnoamerykańskiej ropuchy w wyniku wdychania jadu w tradycyjnym rytuale, w którym Vidal działał jak szaman. Vidal został aresztowany wraz z dwoma innymi osobami, członkiem jego rodziny i pracownikiem. Vidal wyraził żal z powodu tragedii, nie przyznał się jednak do winy, twierdząc, że Abad wdychał trujący jad świadomie i z własnej woli. W lutym 2022 ekspert z Instytutu Medycyny Sądowej w Walencji ujawnił dokument oczyszczający z zarzutów Nacho Vidala za nieumyślne spowodowanie śmierci fotografa, który dowodzi, że przed śmiercią ofiara zażyła narkotyki zwiększające ryzyko sercowo-naczyniowe.
3 października 2020 został zatrzymany przez hiszpańską policję i odebrano mu prawo jazdy za lekkomyślną jazdę, kiedy prowadził Toyotę ulicami Walencji i zderzył się z kilkoma samochodami. Podczas rozmowy z dziennikarzami programu Telecinco Viva la vida Vidal twierdził, że przeszedł obowiązkowy kurs w celu odzyskania prawa jazdy.
W listopadzie 2020 w Enguerze w Walencji nagrał erotyczne wideo na miejskim cmentarzu, co wzbudziło oburzenie mieszkańców.
19 czerwca 2024 uległ wypadkowi drogowemu na 356 kilometrze autostrady A-7 w pobliżu Picassent w Walencji; jego samochód wypadł z drogi i został potrącony przez agentów Guardia Civil. Po przybyciu do centrum medycznego Hospital Universitario y Politécnico de La Fe, gdzie trafił z drgawkami i uderzeniem w głowę, przeprowadzono u niego test, w wyniku którego uzyskano wynik negatywny na obecność alkoholu, ale pozytywny wynik na obecność kokainy, benzodiazepin i marihuany. Nacho Vidal opuścił szpital na wózku inwalidzkim; prowadzone wobec niego zostało śledztwo zarówno w związku z odmową poddania się badaniom na obecność alkoholu, jak i przestępstwem polegającym na prowadzeniu pojazdu pod wpływem substancji odurzających. W styczniu 2025 dostał orzeczenie zakazu prowadzenia pojazdów w wymiarze dwóch lat i nakaz zapłaty grzywny w wysokości 8100 euro.
28 lutego 2025 został zatrzymany w Walencji za posiadanie 120 gramów Tusi, „różowej kokainy” z Kolumbii, narkotyku opartym na 2C-B, jednak sędzia oddalił sprawę przeciwko Nacho Vidalowi, stwierdzając, że nic nie wskazuje na sprzedaż narkotyków ani na nabywców.

## Życie prywatne
Wśród jego przyjaciół wymienieni byli m.in.: hiszpański piosenkarz Miguel Bosé, hiszpański tancerz Rafael Amargo i brazylijski piłkarz Dani Alves. W biografii autorstwa Davida Barby Nacho Vidal. Confesiones de una estrella del porno oświadczył, że nigdy nie lubił się uczyć i nienawidził książek - z wyjątkiem poezji Pablo Nerudy.
W 1998 związał się z 19–letnią Jasmine Shimody–Rose, z którą w latach 1998–2002 brał udział w scenach gonzo w 20. filmach jako jej adorator. W latach 2001–2004 był związany z aktorką porno Belladonną, z którą występował na ekranie.
Z nieformalnego związku z wenezuelską aktorką porno Rosą Eleną Castro Camacho (2004) ma córkę Candelę (ur. 3 sierpnia 2006).
31 maja 2005 oświadczył publicznie, że wycofuje się z branży porno i w Bogocie zawarł ślub cywilny z kolumbijską modelką Franceską Jaimes (właśc. Silvia Romero). Przenieśli się do odzyskanej rodzinnej rezydencji w Enguera, w Walencji. Założyli tam rodzinę. Mieli dwoje dzieci: córkę Violetę (ur. 2007 jako Ignacio Puerta González - dokonał zmiany płci) i syna Leóna (ur. 2009). Sześć tygodni później para rozwiodła się. Po kilku miesiącach po ogłoszeniu odejścia na emeryturę, Vidal wrócił do kariery porno.
Jednak Franceska Jaimes po latach wróciła do Vidala, a w listopadzie 2014 wzięli ślub kościelny w hiszpańskiej willi. W 2015 doszło do rozwodu.
17 października 2017 złożył skargę w związku z upokorzeniem i molestowaniem seksualnym przeciwko lekarzowi w klinice Clínica del Country w Bogocie, do której trafił z powodu problemów z uszami; lekarz kazał mu zdjąć spodnie i dotykał jego genitaliów.
24 lutego 2019 czeska agencja modelek Nikki’s Model Agency napisała na Twitterze, że Vidal wykazał pozytywny wynik testu na obecność wirusa HIV i ogłosiła dwumiesięczne wstrzymanie produkcji. Mimo tego, nie zaprzestał uprawiać seksu bez zabezpieczeń z dziewięcioma partnerkami na planie filmów porno. Vidal skomentował raport na platformie YouTube, zaprzeczając, że miał tę chorobę, i wyjaśnił, że naprawdę cierpi na reaktywne zapalenie stawów.
W październiku 2022 ogłosił, że cierpi na zaburzenia erekcji.

## Publikacje
- David Barba: Nacho Vidal. Confesiones de una estrella del porno. Mr Ediciones, Madryt, 2004. ISBN 84-270-3011-8.

## Filmografia

### Filmy
| Rok  | Tytuł                                                     | Rola                                                         | Reżyser                                  |
| ---- | --------------------------------------------------------- | ------------------------------------------------------------ | ---------------------------------------- |
| 1997 | Kto i jak? (¿Quién y cómo?, film dokumentalny)            | w roli samego siebie                                         |                                          |
| 2002 | Niecierpliwy alchemik (El Alquimista impaciente)          | mafioso Vasili                                               | Patricia Ferreira                        |
| 2004 | Ciało na sprzedaż (La piel vendida, film dokumentalny)    | w roli samego siebie                                         | Vicente Pérez Herrero                    |
| 2006 | Extremo (film krótkometrażowy)                            | Spartakus                                                    | Jordi Arencón, Teo García                |
| 2006 | Nikt nie jest doskonały (Va a ser que nadie es perfecto)  | Segurata                                                     | Joaquín Oristrell                        |
| 2009 | Straszny hiszpański film (Spanish Movie)                  | w roli samego siebie „Porno Guii” (niewymieniony w czołówce) | Javier Ruiz Caldera                      |
| 2010 | Fake Orgasm (film dokumentalny)                           | w roli samego siebie                                         | Jo Sol                                   |
| 2012 | Nieustraszony (Impávido)                                  | Mikima / ojciec Mikima                                       | Carlos Therón                            |
| 2019 | Mam na imię Violeta (Me llamo Violeta, film dokumentalny) | w roli samego siebie                                         | David Fernández de Castro, Marc Parramon |

### Seriale TV
| Rok        | Tytuł                                            | Rola                 | Odcinek                              |
| ---------- | ------------------------------------------------ | -------------------- | ------------------------------------ |
| 2000       | Eurotrash (serial dokumentalny)                  | w roli samego siebie |                                      |
| 2002       | Queremos saber más (talk-show)                   | w roli samego siebie |                                      |
| 2003       | Majoria absoluta                                 | w roli samego siebie |                                      |
| 2004       | Otro rollo con: Adal Ramones (talk-show)         | w roli samego siebie |                                      |
| 2004       | Me lo dices o me lo cuentas                      | w roli samego siebie |                                      |
| 2004       | Jet Lag                                          | w roli samego siebie | odc.: „És clar, és clar, és clar...” |
| 2004, 2017 | Toni Rovira y tú                                 | w roli samego siebie |                                      |
| 2005       | Paco i jego ludzie (Los hombres de Paco)         | w roli samego siebie | odc.: „El apocalipsis”               |
| 2005       | La noche con Fuentes y Cía                       | w roli samego siebie |                                      |
| 2006       | Los simuladores                                  | w roli samego siebie |                                      |
| 2008       | Boqueria 357 (talk-show)                         | w roli samego siebie |                                      |
| 2008       | Somiers                                          | w roli samego siebie |                                      |
| 2012       | Jo què sé! (talk-show)                           | w roli samego siebie |                                      |
| 2013       | ¡Atención obras! (talk-show)                     | w roli samego siebie |                                      |
| 2013       | Àrtic (talk-show)                                | w roli samego siebie |                                      |
| 2015       | Supervivientes: Perdidos en Honduras (talk-show) | w roli samego siebie | 15 odcinków                          |
| 2017       | Viajando con Chester (talk-show)                 | w roli samego siebie |                                      |
| 2017       | Estranyes parelles                               | w roli samego siebie |                                      |
| 2017       | Convénzeme (talk-show)                           | w roli samego siebie |                                      |
| 2020       | Entre ovejas                                     | w roli samego siebie |                                      |

## Nagrody
| Rok  | Nagroda           | Kategoria                                                           | Film                                                  | Inni wykonawcy                                             |
| ---- | ----------------- | ------------------------------------------------------------------- | ----------------------------------------------------- | ---------------------------------------------------------- |
| 1997 | Ninfa             | Najlepszy aktor europejski                                          | –                                                     | –                                                          |
| 2000 | Ninfa             | Najlepszy aktor                                                     | Buttman’s Anal Divas 1 (2000)                         | –                                                          |
| 2000 | Ninfa             | Najlepsza scena seksu                                               | Buttman & Rocco’s Brazilian Butt Fest (1999)          | Cassandra Wild i Jazmine                                   |
| 2000 | AVN Award         | Najlepsza scena seksu w zagranicznej produkcji                      | When Rocco Meats Kelly 2: In Barcelona (1999)         | Kelly Stafford, Alba Dea Monte i Rocco Siffredi            |
| 2000 | XRCO Award        | Najlepsza scena seksu analnego lub podwójnej penetracji             | When Rocco Meats Kelly 2: In Barcelona (1999)         | Kelly Stafford, Alba Dea Monte i Rocco Siffredi            |
| 2001 | XRCO Award        | Najlepsza scena seksu triolizmu (dziewczyna / dziewczyna / chłopak) | Please 9: Sex Warz (1999)                             | Lynn Stone (w napisach: Amanda Angel) i Jessica Fiorentino |
| 2001 | XRCO Award        | Najlepsza scena seksu damsko–męskiego                               | Xxxtreme Fantasies Of Jewel De’Nyle (2001)            | Jewel De’Nyle                                              |
| 2001 | AVN Award         | Najlepsza scena seksu w zagranicznej produkcji                      | Buttman’s Anal Divas 1 (2000)                         | Jazmine i Isabella                                         |
| 2001 | Ninfa             | Najlepszy aktor                                                     | jako gangster w Buttman’s Face Dance Obsession (1999) | –                                                          |
| 2002 | Ninfa             | Najlepszy aktor publiczności                                        | –                                                     | –                                                          |
| 2003 | Ninfa             | Najlepszy aktor                                                     | Back 2 Evil (2003)                                    | –                                                          |
| 2004 | AVN Award         | Najlepszy scena seksu grupowego w filmie wideo                      | Back 2 Evil (2003)                                    | Ashley Long, Julie Night i Manuel Ferrara                  |
| 2004 | AVN Award         | Najlepsza scena seksu w parze                                       | Back 2 Evil (2003)                                    | Belladonna                                                 |
| 2004 | AVN Award         | Najlepsza produkcja transseksualna                                  | She-Male Domination Nation (2003)                     | –                                                          |
| 2004 | Ninfa             | Najlepszy film transseksualny                                       | Travestís dominados por Nacho (2003)                  | –                                                          |
| 2004 | Venus Award       | Najlepszy europejski aktor                                          | –                                                     | –                                                          |
| 2006 | Ninfa             | Najlepszy aktor                                                     | Back 2 Evil 2 (2006)                                  | –                                                          |
| 2008 | Ninfa             | Najbardziej oryginalna scena seksu                                  | The Fashionistas Safado Berlin 1 (2007)               | Katsuni i Melissa Lauren                                   |
| 2008 | Ninfa             | Najlepszy aktor publiczności                                        | –                                                     | –                                                          |
| 2009 | Hot d’Or          | Najlepszy wykonawca europejski                                      | –                                                     | –                                                          |
| 2012 | AVN Award         | Najlepsza scena seksu analnego                                      | Asa Akira Is Insatiable 2 (2011)                      | Asa Akira                                                  |
| 2012 | AVN Award         | Najlepsza scena seksu triolizmu (dziewczyna / dziewczyna / chłopak) | Ass Worship 13 (2011)                                 | Kristina Rose i Jada Stevens                               |
| 2012 | AVN Award         | Hall of Fame - Sala sławy                                           | –                                                     | –                                                          |
| 2012 | XXI Premios Turia | Huevo de Colón Award                                                | –                                                     | –                                                          |
| 2012 | XBIZ Award        | Wykonawca zagraniczny roku                                          | –                                                     | –                                                          |
| 2012 | Galaxy Awards     | Najlepszy wykonawca (Ameryka Północna, Hiszpania)                   | –                                                     | –                                                          |
| 2013 | Ninfa             | Najlepsza seria roku                                                | La Mansión de Nacho Vidal (2012)                      | –                                                          |
| 2013 | AVN Award         | Najlepsza scena seksu chłopak / dziewczyna                          | Alexis Ford Darkside (2012)                           | Alexis Ford                                                |
| 2013 | XBIZ Award        | Najlepsza scena gonzo w filmie niefabularnym                        | Nacho Invades America 2 (2012)                        | Chanel Preston                                             |
| 2013 | Galaxy Awards     | Najlepszy wykonawca (Hiszpania)                                     | –                                                     | –                                                          |
| 2014 | Ninfa             | Nagroda publiczności dla najlepszego aktora                         | –                                                     | –                                                          |
| 2015 | Ninfa             | Najlepszy aktor wybrany przez publiczność                           | –                                                     | –                                                          |
| 2017 | AVN Award         | Najlepszy reżyser zagraniczny                                       | Nacho Loves Nekane (2016)                             | –                                                          |
| 2017 | Ninfa             | Najlepszy aktor międzynarodowy                                      | –                                                     | –                                                          |
| 2018 | XCritic Award     | Najlepszy wykonawca zagraniczny roku                                | –                                                     | –                                                          |
| 2018 | XBIZ Award        | Najlepsza realizacja roku o tematyce latynoskiej                    | Nacho Loves Canela Skin (2017)                        | –                                                          |